# Конил де ла Фронтера
Конил де ла Фронтера (шп. Conil de la Frontera) град је у Шпанији у аутономној заједници Андалузија у покрајини Кадиз. Према процени из 2017. у граду је живело 22 297 становника.

## Становништво
Према процени, у граду је 2017. живело 22 297 становника.
| 2017.  |
| ------ |
| 22.297 |